# Kristoffer Halvorsen
Kristoffer Halvorsen (* 13. April 1996 in Kristiansand) ist ein ehemaliger norwegischer Radrennfahrer.

## Sportliche Laufbahn
Als Juniorenfahrer entschied Kristoffer Halvorsen 2013 jeweils eine Etappe der Tour of Istria und des Trofeo Karlsberg. Ihm wurde eine glänzende Karriere vorhergesagt, aber dann bekam er eine langwierige „mysteriöse Krankheit“ und konnte längere Zeit keine Rennen bestreiten.
Im Jahr 2016 gewann er Etappen bei mehreren Rennen in der U23-Klasse sowie den Grand Prix d’Isbergues. Bei den norwegischen Straßenmeisterschaften der Elite belegte er Rang drei hinter Edvald Boasson Hagen und Alexander Kristoff, im U23-Rennen wurde er Vize-Meister. Nach diesen Erfolgen wurde Halvorsen als einer der Favoriten für das Straßenrennen der U23 bei den UCI-Straßen-Weltmeisterschaften 2016 in Doha gehandelt, und gewann das Weltmeisterschaftsrennen im Massensprint des Hauptfelds.
Nachdem er 2017 das Eintagesrennen Handzame Classic und eine Etappe sowie die Punktewertung der Tour de l’Avenir gewann wechselte Halvorsen zur Saison 2018 um UCI WorldTeam Sky, für das er 2019 eine Etappe der Herald Sun Tour gewann und Sechster des UCI-WorldTour-Wettbewerbs Driedaagse Brugge-De Panne wurde. Ebenfalls 2019 wurde er Gesamt-Zweiter der Norwegen-Rundfahrt. 2021 entschied er die dritte Etappe der Slowakei-Rundfahrt für sich, sein letzter Sieg bei einem internationalen Rennen.
Nach der Saison 2023 beendete Halvorsen im Alter von 27 Jahren seine Karriere als Radrennfahrer.

## Erfolge
2013
- eine Etappe Tour of Istria
- eine Etappe Trofeo Karlsberg

2016
- eine Etappe ZLM Tour
- eine Etappe Tour de l’Avenir
- Grand Prix d’Isbergues
- zwei Etappen Olympia’s Tour
- Weltmeister (U23) – Straßenrennen

2017
- Handzame Classic
- eine Etappe und Punktewertung Tour de l’Avenir

2019
- eine Etappe Herald Sun Tour
- eine Etappe und Nachwuchswertung Tour of Norway

2021
- eine Etappe Slowakei-Rundfahrt